# 1968年カナダグランプリ
1968年カナダグランプリ (1968 Canadian Grand Prix) は、1968年のF1世界選手権第10戦として、1968年9月22日にモントランブラン・サーキットで開催された。
90周で行われたレースは、マクラーレンのデニス・ハルムが6番手スタートから優勝、チームメイトのブルース・マクラーレンが2位、BRMのペドロ・ロドリゲスが3位となった。

## 背景
前年のカナダGPの成功後、このイベントは1968年のF1カレンダーに掲載されたが、開催地はモスポート・パークからモントランブランに移された。グラハム・ヒルが30点でリードし、27点で2位のジャッキー・イクス、26点で3位のジャッキー・スチュワート、24点で4位の前年度王者デニス・ハルムが続く、ドライバーズチャンピオン争いに注目が集まった。

## エントリー
アメリカ大陸で行われる終盤3戦のうち、最初のレースとなった本レースは22台が参加した。
イーグルのダン・ガーニーは、自身のイーグル・ウェスレイクに見切りを付け、マクラーレンから3台目のM7Aを借り出した。地元カナダのフォーミュラA/F5000ドライバーのアル・ピースが古いクライマックスFPFエンジン（2.7L直列4気筒）を搭載したイーグル・T1Fでスポット参戦した。同じくフォーミュラA/F5000の地元ドライバーであるビル・ブラックは、チーム・ロータスの3台目でスポット参戦した。BRMはペドロ・ロドリゲス1台のみ参加した。マトラ・スポールはF2ドライバーのアンリ・ペスカロロを起用し、ジャン＝ピエール・ベルトワーズとの2台体制とした。マトラ・インターナショナルも前戦イタリアGPに引き続き、同じくF2ドライバーのジョニー・セルボ＝ギャバンが起用され、ジャッキー・スチュワートとの2台体制とした。これにより、マトラは合計4台が参加することになった。ホンダは北米3連戦を迎えるにあたり、レースを走る能力がないRA302を日本へ送り返し、RA301のみに集中することにした。

### エントリーリスト
| チーム                                                      | No. | ドライバー                                | コンストラクター | シャシー | エンジン                         | タイヤ |
| ----------------------------------------------------------- | --- | ----------------------------------------- | ---------------- | -------- | -------------------------------- | ------ |
| ブルース・マクラーレン・モーターレーシング                  | 1   | デニス・ハルム                            | マクラーレン     | M7A      | フォード・コスワース DFV 3.0L V8 | G      |
| ブルース・マクラーレン・モーターレーシング                  | 2   | ブルース・マクラーレン                    | マクラーレン     | M7A      | フォード・コスワース DFV 3.0L V8 | G      |
| ゴールドリーフ・チーム・ロータス                            | 3   | グラハム・ヒル                            | ロータス         | 49B      | フォード・コスワース DFV 3.0L V8 | F      |
| ゴールドリーフ・チーム・ロータス                            | 4   | ジャッキー・オリバー                      | ロータス         | 49B      | フォード・コスワース DFV 3.0L V8 | F      |
| ゴールドリーフ・チーム・ロータス                            | 27  | ビル・ブラック                            | ロータス         | 49B      | フォード・コスワース DFV 3.0L V8 | F      |
| ブラバム・レーシング・オーガニゼーション                    | 5   | ジャック・ブラバム                        | ブラバム         | BT26     | レプコ 860 3.0L V8               | G      |
| ブラバム・レーシング・オーガニゼーション                    | 6   | ヨッヘン・リント                          | ブラバム         | BT26     | レプコ 860 3.0L V8               | G      |
| ホンダ・レーシング                                          | 8   | ジョン・サーティース デビッド・ホッブズ 1 | ホンダ           | RA301    | ホンダ RA301E 3.0L V12           | F      |
| スクーデリア・フェラーリ SpA SEFAC                          | 9   | クリス・エイモン                          | フェラーリ       | 312/68   | フェラーリ 242C 3.0L V12         | F      |
| スクーデリア・フェラーリ SpA SEFAC                          | 10  | ジャッキー・イクス                        | フェラーリ       | 312/68   | フェラーリ 242C 3.0L V12         | F      |
| アングロ・アメリカン・レーサーズ                            | 11  | ダン・ガーニー                            | マクラーレン     | M7A      | フォード・コスワース DFV 3.0L V8 | G      |
| ロブ・ウォーカー/ジャック・ダーラッシャー・レーシングチーム | 12  | ジョー・シフェール                        | ロータス         | 49B      | フォード・コスワース DFV 3.0L V8 | F      |
| マトラ・インターナショナル                                  | 14  | ジャッキー・スチュワート                  | マトラ           | MS10     | フォード・コスワース DFV 3.0L V8 | D      |
| マトラ・インターナショナル                                  | 15  | ジョニー・セルボ＝ギャバン                | マトラ           | MS10     | フォード・コスワース DFV 3.0L V8 | D      |
| オーウェン・レーシング・オーガニゼーション                  | 16  | ペドロ・ロドリゲス                        | BRM              | P133     | BRM P142 3.0L V12                | G      |
| オーウェン・レーシング・オーガニゼーション                  | 17  | ボビー・アンサー 2                        | BRM              | P126     | BRM P142 3.0L V12                | G      |
| マトラ・スポール                                            | 18  | ジャン＝ピエール・ベルトワーズ            | マトラ           | MS11     | マトラ MS9 3.0L V12              | D      |
| マトラ・スポール                                            | 19  | アンリ・ペスカロロ                        | マトラ           | MS11     | マトラ MS9 3.0L V12              | D      |
| クーパー・カー・カンパニー                                  | 20  | ルシアン・ビアンキ                        | クーパー         | T86B     | BRM P142 3.0L V12                | F      |
| クーパー・カー・カンパニー                                  | 21  | ビック・エルフォード                      | クーパー         | T86B     | BRM P142 3.0L V12                | F      |
| ヨアキム・ボニエ・レーシングチーム                          | 22  | ヨアキム・ボニエ                          | マクラーレン     | M5A      | BRM P142 3.0L V12                | G      |
| レグ・パーネル・レーシング                                  | 24  | ピアス・カレッジ                          | BRM              | P126     | BRM P142 3.0L V12                | G      |
| カストロール・オイルズ・リミテッド                          | 25  | アル・ピース                              | イーグル         | T1F      | クライマックス FPF 2.8L L4       | G      |
| ソース:                                                     |     |                                           |                  |          |                                  |        |

追記
- ^1 - ホッブズはエントリーのみ[7]
- ^2 - 他のレースに出場するため欠場[7]

## 予選
ブラバムはこの年、パワーアップを目指して新設計されたレプコエンジンの信頼性の低さで低迷していたが、終盤戦に入ってようやく機能し始め、ヨッヘン・リントが平均速度101.711 mph (163.688 km/h)でポールポジションを獲得した。フロントローはリントの他、フェラーリのクリス・エイモンとロブ・ウォーカーのロータス・49Bを駆るジョー・シフェールが占め、3台目のマクラーレン・M7Aを借り出したダン・ガーニーとロータスのグラハム・ヒルが2列目、デニス・ハルムとブルース・マクラーレンのマクラーレン勢がホンダのジョン・サーティースを挟み込む形で3列目を占めた。サーティースはRA301の2号車を走行中、左リアアンダーアームを折ってスピンしたところに、軽い失火を起こしたグラハム・ヒルの事故を見ていて慌てた警備員たちが消火剤を必要以上に撒いてしまったため、2号車が使えなくなってしまった。やむを得ず1号車に乗り換えたが、投入当初から使われ続けていたエンジンは疲弊していて、マグネシウム製のエンジンブロックには小さな疲労クラックが何ヶ所も入る状況で、走るたびにクラックはどんどん進行していった。
ドライバーズチャンピオンを争うジャッキー・イクスはなかなか思うようにならないスロットルと格闘した末にクラッシュし、マシンは大破した。イクスは膝から下を骨折してしまい、チャンピオン獲得の可能性は潰えた。

### 予選結果
| 順位    | No. | ドライバー                     | コンストラクター        | タイム | 差    | グリッド |
| ------- | --- | ------------------------------ | ----------------------- | ------ | ----- | -------- |
| 1       | 6   | ヨッヘン・リント               | ブラバム-レプコ         | 1:33.8 | -     | 1        |
| 2       | 9   | クリス・エイモン               | フェラーリ              | 1:33.8 | 0.0   | 2        |
| 3       | 12  | ジョー・シフェール             | ロータス-フォード       | 1:34.5 | +0.7  | 3        |
| 4       | 11  | ダン・ガーニー                 | マクラーレン-フォード   | 1:34.5 | +0.7  | 4        |
| 5       | 3   | グラハム・ヒル                 | ロータス-フォード       | 1:34.8 | +1.0  | 5        |
| 6       | 1   | デニス・ハルム                 | マクラーレン-フォード   | 1:34.9 | +1.1  | 6        |
| 7       | 8   | ジョン・サーティース           | ホンダ                  | 1:34.9 | +1.1  | 7        |
| 8       | 2   | ブルース・マクラーレン         | マクラーレン-フォード   | 1:35.0 | +1.2  | 8        |
| 9       | 4   | ジャッキー・オリバー           | ロータス-フォード       | 1:35.2 | +1.4  | 9        |
| 10      | 5   | ジャック・ブラバム             | ブラバム-レプコ         | 1:35.4 | +1.6  | 10       |
| 11      | 14  | ジャッキー・スチュワート       | マトラ-フォード         | 1:35.5 | +1.7  | 11       |
| 12      | 16  | ペドロ・ロドリゲス             | BRM                     | 1:35.7 | +1.9  | 12       |
| 13      | 15  | ジョニー・セルボ＝ギャバン     | マトラ-フォード         | 1:36.0 | +2.2  | 13       |
| 14      | 8   | ジャッキー・イクス             | フェラーリ              | 1:36.6 | +2.8  | DNS 1    |
| 15      | 24  | ピアス・カレッジ               | BRM                     | 1:37.3 | +3.5  | 14       |
| 16      | 18  | ジャン＝ピエール・ベルトワーズ | マトラ                  | 1:38.7 | +4.9  | 15       |
| 17      | 21  | ビック・エルフォード           | クーパー-BRM            | 1:39.4 | +5.6  | 16       |
| 18      | 22  | ヨアキム・ボニエ               | マクラーレン-BRM        | 1:39.6 | +5.8  | 17       |
| 19      | 20  | ルシアン・ビアンキ             | クーパー-BRM            | 1:40.5 | +6.7  | 18       |
| 20      | 19  | アンリ・ペスカロロ             | マトラ                  | 1:41.2 | +7.4  | 19       |
| 21      | 27  | ビル・ブラック                 | ロータス-フォード       | 1:41.2 | +7.4  | 19       |
| 22      | 25  | アル・ピース                   | イーグル-クライマックス | 1:49.6 | +15.8 | DNS 2    |
| ソース: |     |                                |                         |        |       |          |

追記
- ^1 - イクスはアクシデントにより、決勝への出走を見合わせた
- ^2 - ピースはエンジントラブルにより、決勝への出走を見合わせた[7]

## 決勝
90周のレースは晴天の状況で行われた。クリス・エイモン（フェラーリ）がスタートで先行し、ジョー・シフェール、ヨッヘン・リント、ダン・ガーニー、グラハム・ヒルが続き、上位勢はレース序盤、この順位をキープした。ジョン・サーティースは8位を走行中の11周目にギアボックスのトラブルでリタイアした。ヒルは14周目にガーニーを抜き、ガーニーは12周後にラジエーターが壊れてリタイアした。29周目にシフェールのロータス・49Bがオイル漏れを起こしたためリントが2位に浮上したが、直後にエンジントラブルでリタイアした。これでヒルは2位に浮上したが深刻な振動に見舞われて次第に後退し、デニス・ハルムとブルース・マクラーレンのマクラーレン勢に先行され、さらにペドロ・ロドリゲスとジョニー・セルボ＝ギャバンにも抜かれていった。数周後（72周目）にセルボ＝ギャバンがスピンアウトを喫してリタイアしたため、ヒルは5位に戻った。
エイモンは72周目まで首位をキープしたが、またしても悲運が彼を襲う。12周を過ぎたあたりからクラッチが固くなりはじめ、クラッチに頼らずにギアチェンジを行ったが、73周目にファイナルギアの歯車が耐えられずリタイアした。これでハルムがマクラーレンを従える形でマクラーレン勢が1-2体制を築き、ハルムはマクラーレンに1周の差を付け、2時間27分11秒2（平均速度97.799 mph (157.392 km/h)）で前戦イタリアGPに続く今季2勝目を挙げ、4位に終わったヒルとポイントで並んだ（33点）が、上位入賞回数の差でヒルが辛うじて首位をキープして残り2戦を迎えることになった。ロドリゲスは3位表彰台を獲得した。ジャッキー・スチュワートは6位に入賞し、ヒルとハルムに6点差の27点でランキング3位をキープした。

### レース結果
| 順位    | No. | ドライバー                     | コンストラクター        | 周回数 | タイム/リタイア原因 | グリッド | ポイント |
| ------- | --- | ------------------------------ | ----------------------- | ------ | ------------------- | -------- | -------- |
| 1       | 1   | デニス・ハルム                 | マクラーレン-フォード   | 90     | 2:27:11.2           | 6        | 9        |
| 2       | 2   | ブルース・マクラーレン         | マクラーレン-フォード   | 89     | +1 Lap              | 8        | 6        |
| 3       | 16  | ペドロ・ロドリゲス             | BRM                     | 88     | +2 Laps             | 12       | 4        |
| 4       | 3   | グラハム・ヒル                 | ロータス-フォード       | 86     | +4 Laps             | 5        | 3        |
| 5       | 21  | ビック・エルフォード           | クーパー-BRM            | 86     | +4 Laps             | 16       | 2        |
| 6       | 14  | ジャッキー・スチュワート       | マトラ-フォード         | 83     | +7 Laps             | 11       | 1        |
| Ret     | 18  | ジャン＝ピエール・ベルトワーズ | マトラ                  | 77     | ギアボックス        | 15       |          |
| Ret     | 9   | クリス・エイモン               | フェラーリ              | 72     | トランスミッション  | 2        |          |
| Ret     | 15  | ジョニー・セルボ＝ギャバン     | マトラ-フォード         | 71     | アクシデント        | 13       |          |
| NC      | 20  | ルシアン・ビアンキ             | クーパー-BRM            | 56     | 規定周回数不足      | 18       |          |
| Ret     | 19  | アンリ・ペスカロロ             | マトラ                  | 54     | 油圧                | 19       |          |
| Ret     | 6   | ヨッヘン・リント               | ブラバム-レプコ         | 39     | オーバーヒート      | 1        |          |
| Ret     | 4   | ジャッキー・オリバー           | ロータス-フォード       | 32     | ハーフシャフト      | 9        |          |
| Ret     | 5   | ジャック・ブラバム             | ブラバム-レプコ         | 31     | サスペンション      | 10       |          |
| Ret     | 12  | ジョー・シフェール             | ロータス-フォード       | 29     | オイル漏れ          | 3        |          |
| Ret     | 11  | ダン・ガーニー                 | マクラーレン-フォード   | 29     | ラジエーター        | 4        |          |
| Ret     | 24  | ピアス・カレッジ               | BRM                     | 22     | ギアボックス        | 14       |          |
| Ret     | 27  | ビル・ブラック                 | ロータス-フォード       | 18     | ハーフシャフト      | 20       |          |
| Ret     | 8   | ジョン・サーティース           | ホンダ                  | 10     | ギアボックス        | 7        |          |
| Ret     | 22  | ヨアキム・ボニエ               | マクラーレン-BRM        | 0      | 燃料システム        | 17       |          |
| DNS     | 10  | ジャッキー・イクス             | フェラーリ              |        | 予選でアクシデント  |          |          |
| DNS     | 25  | アル・ピース                   | イーグル-クライマックス |        | エンジン            |          |          |
| ソース: |     |                                |                         |        |                     |          |          |

ファステストラップ
- ジョー・シフェール - 1:35.1（22周目）

ラップリーダー
- クリス・エイモン - 72周 (Lap 1-72)
- デニス・ハルム - 18周 (Lap 73-90)

## 第10戦終了時点のランキング
|         | 順位 | ドライバー               | ポイント |
| ------- | ---- | ------------------------ | -------- |
|         | 1    | グラハム・ヒル           | 33       |
| 2       | 2    | デニス・ハルム           | 33       |
|         | 3    | ジャッキー・スチュワート | 27       |
| 2       | 4    | ジャッキー・イクス       | 27       |
| 4       | 5    | ブルース・マクラーレン   | 15       |
| ソース: |      |                          |          |

|         | 順位 | コンストラクター      | ポイント |
| ------- | ---- | --------------------- | -------- |
|         | 1    | ロータス-フォード     | 47       |
| 2       | 2    | マクラーレン-フォード | 40       |
| 1       | 3    | マトラ-フォード       | 36       |
| 1       | 4    | フェラーリ            | 32       |
|         | 5    | BRM                   | 25       |
| ソース: |      |                       |          |

- 注:  トップ5のみ表示。前半6戦のうちベスト5戦及び後半6戦のうちベスト5戦がカウントされる。